# Lista över yokozuna
Lista över alla sumobrottare som har uppnått graderingen yokozuna, den högsta som går att nå i sumobrottningen.
| Nummer | Namn                   | Japansk stavning      | Hemstad                                | Utnämning | Pensionering |
| ------ | ---------------------- | --------------------- | -------------------------------------- | --------- | ------------ |
| 1      | Akashi Shiganosuke     | 明石 志賀之助         | Tochigi?                               | 1624?     | ?            |
| 2      | Ayakawa Goroji         | 綾川 五郎次           | ?                                      | 1749      | ?            |
| 3      | Maruyama Gondazaemon   | 丸山 権太左衛門       | Miyagi                                 | ?         | ?            |
| 4      | Tanikaze Kajinosuke    | 谷風 梶之助           | Miyagi                                 | 1789      | 1794         |
| 5      | Onogawa Kisaburo       | 小野川 喜三郎         | Shiga                                  | 1789      | 1797         |
| 6      | Ohnomatsu Midorinosuke | 阿武松 緑之助         | Ishikawa                               | 1828      | 1835         |
| 7      | Inazuma Raigoro        | 稲妻 雷五郎           | Ibaraki                                | 1830      | 1839         |
| 8      | Shiranui Dakuemon      | 不知火 諾右衛門       | Kumamoto                               | 1840      | 1844         |
| 9      | Hidenoyama Raigoro     | 秀の山 雷五郎         | Miyagi                                 | 1847      | 1850         |
| 10     | Unryu Hisakichi        | 雲龍 久吉             | Fukuoka                                | 1861      | 1865         |
| 11     | Shiranui Koemon        | 不知火 光右衛門       | Kumamoto                               | 1863      | 1869         |
| 12     | Jimmaku Kyugoro        | 陣幕 久五郎           | Shimane                                | 1867      | 1867         |
| 13     | Kochizan Tanigoro      | 鬼面山 谷五郎         | Gifu                                   | 1869      | 1870         |
| 14     | Sakaigawa Namiemon     | 境川 浪右衛門         | Chiba                                  | 1877      | 1881         |
| 15     | Umegatani Tohtaro I    | 梅ケ谷 藤太郎         | Fukuoka                                | 1884      | 1885         |
| 16     | Nishinoumi Kajiro I    | 西ノ海 嘉治郎(初代)   | Kagoshima                              | 1890      | 1896         |
| 17     | Konishiki Yasokichi    | 小錦 八十吉           | Chiba                                  | 1896      | 1901         |
| 18     | Ozutsu Man'emon        | 大砲 万右衛門         | Miyagi                                 | 1901      | 1908         |
| 19     | Hitachiyama Taniemon   | 常陸山 谷右衛門       | Ibaraki                                | 1903      | 1914         |
| 20     | Umegatani Tohtaro II   | 梅ヶ谷 藤太郎(二代目) | Toyama                                 | 1905      | 1915         |
| 21     | Wakashima Gonshiro     | 若島 権四郎           | Chiba                                  | 1905      | 1907         |
| 22     | Tachiyama Mineemon     | 太刀山 峰右衛門       | Toyama                                 | 1911      | 1918         |
| 23     | Ohkido Moriemon        | 大木戸 森右衛門       | Hyōgo                                  | 1912      | 1914         |
| 24     | Ohtori Tanigoro        | 鳳 谷五郎             | Chiba                                  | 1915      | 1920         |
| 25     | Nishinoumi Kajiro II   | 西ノ海 嘉治郎(二代目) | Kagoshima                              | 1916      | 1918         |
| 26     | Onishiki Uichiro       | 大錦 卯一郎           | Osaka                                  | 1917      | 1923         |
| 27     | Tochigiyama Moriya     | 栃木山 守也           | Tochigi                                | 1918      | 1925         |
| 28     | Onishiki Daigoro       | 大錦 大五郎           | Aichi                                  | 1918      | 1922         |
| 29     | Miyagiyama Fukumatsu   | 宮城山 福松           | Iwate                                  | 1922      | 1931         |
| 30     | Nishinoumi Kajiro III  | 西ノ海 嘉治郎(三代目) | Kagoshima                              | 1923      | 1928         |
| 31     | Tsunenohana Kan'ichi   | 常ノ花 寛市           | Okayama                                | 1924      | 1930         |
| 32     | Tamanishiki San'emon   | 玉錦 三右衛門         | Kochi                                  | 1932      | 1938         |
| 33     | Musashiyama Takeshi    | 武蔵山 武             | Kanagawa                               | 1935      | 1939         |
| 34     | Minanogawa Toyozo      | 男女ノ川 登三         | Ibaraki                                | 1936      | 1942         |
| 35     | Futabayama Sadaji      | 双葉山 定次           | Ōita                                   | 1937      | 1945         |
| 36     | Haguroyama Masaji      | 羽黒山 政司           | Niigata                                | 1941      | 1953         |
| 37     | Akinoumi Setsuo        | 安藝ノ海 節男         | Hiroshima                              | 1942      | 1946         |
| 38     | Terukuni Manzo         | 照國 万蔵             | Akita                                  | 1942      | 1953         |
| 39     | Maedayama Eigoro       | 前田山 英五郎         | Ehime                                  | 1947      | 1949         |
| 40     | Azumafuji Kin'ichi     | 東富士 欽壱           | Tokyo                                  | 1948      | 1954         |
| 41     | Chiyonoyama Masanobu   | 千代の山 雅信         | Hokkaido                               | 1951      | 1959         |
| 42     | Kagamizato Kiyoji      | 鏡里 喜代治           | Aomori                                 | 1953      | 1958         |
| 43     | Yoshibayama Junnosuke  | 吉葉山 潤之輔         | Hokkaido                               | 1954      | 1958         |
| 44     | Tochinishiki Kiyotaka  | 栃錦 清隆             | Tokyo                                  | 1954      | 1960         |
| 45     | Wakanohana Kanji I     | 若乃花 幹士(初代)     | Aomori                                 | 1958      | 1962         |
| 46     | Asashio Taro           | 朝潮 太郎             | Hyōgo                                  | 1959      | 1962         |
| 47     | Kashiwado Tsuyoshi     | 柏戸 剛               | Yamagata                               | 1961      | 1969         |
| 48     | Taiho Koki             | 大鵬 幸喜             | Hokkaido                               | 1961      | 1971         |
| 49     | Tochinoumi Teruyoshi   | 栃ノ海 晃嘉           | Aomori                                 | 1964      | 1966         |
| 50     | Sadanoyama Shinmatsu   | 佐田の山 晋松         | Nagasaki                               | 1965      | 1968         |
| 51     | Tamanoumi Masahiro     | 玉の海 正洋           | Aichi                                  | 1970      | 1971         |
| 52     | Kitanofuji Katsuaki    | 北の富士 勝昭         | Hokkaido                               | 1970      | 1974         |
| 53     | Kotozakura Masakatsu   | 琴櫻 傑将             | Tottori                                | 1973      | 1974         |
| 54     | Wajima Hiroshi         | 輪島 大士             | Ishikawa                               | 1973      | 1981         |
| 55     | Kitanoumi Toshimitsu   | 北の湖 敏満           | Hokkaido                               | 1974      | 1985         |
| 56     | Wakanohana Kanji II    | 若乃花 幹士(二代目)   | Aomori                                 | 1978      | 1983         |
| 57     | Mienoumi Tsuyoshi      | 三重ノ海 剛司         | Mie                                    | 1979      | 1980         |
| 58     | Chiyonofuji Mitsugu    | 千代の富士 貢         | Hokkaido                               | 1981      | 1991         |
| 59     | Takanosato Toshihide   | 隆の里 俊英           | Aomori                                 | 1983      | 1986         |
| 60     | Futahaguro Koji        | 双羽黒 光司           | Mie                                    | 1986      | 1988         |
| 61     | Hokutoumi Nobuyoshi    | 北勝海 信芳           | Hokkaido                               | 1987      | 1992         |
| 62     | Ohnokuni Yasushi       | 大乃国 康             | Hokkaido                               | 1987      | 1991         |
| 63     | Asahifuji Seiya        | 旭富士 正也           | Aomori                                 | 1990      | 1992         |
| 64     | Akebono Taro           | 曙 太郎               | Hawaii, USA                            | 1993      | 2001         |
| 65     | Takanohana Koji        | 貴乃花 光司           | Tokyo                                  | 1994      | 2003         |
| 66     | Wakanohana Masaru      | 若乃花 勝             | Tokyo                                  | 1998      | 2000         |
| 67     | Musashimaru Koyo       | 武蔵丸 光洋           | Hawaii, USA (ursprungligen från Samoa) | 1999      | 2003         |
| 68     | Asashoryu Akinori      | 朝青龍 明徳           | Ulan Bator, Mongoliet                  | 2003      | 2010         |
| 69     | Hakuhō Shō             | 白鵬翔                | Ulan Bator, Mongoliet                  | 2007      | 2021         |
| 70     | Harumafuji Kōhei       | 日馬富士 公平         | Ulan Bator, Mongoliet                  | 2012      | 2017         |
| 71     | Kakuryū Rikisaburō     | 鶴竜 力三郎           | Süchbaatar, Mongoliet                  | 2014      | 2021         |
| 72     | Kisenosato Yutaka      | 稀勢の里 寛           | Ibaraki                                | 2017      | 2019         |
| 73     | Terunofuji Haruo       | 照ノ富士 春雄         | Ulan Bator, Mongoliet                  | 2021      | 2025         |
| 74     | Hōshōryū Tomokatsu     | 豊昇龍 智勝           | Ulan Bator, Mongoliet                  | 2025      | aktiv        |